# Scinax imbegue
Espèce
Scinax imbegue est une espèce d'amphibiens de la famille des Hylidae.

## Répartition
Cette espèce est endémique du Brésil. Elle se rencontre du Santa Catarina au Sud de l'État de São Paulo.

## Publication originale
- Nunes, Kwet & Pombal, 2012 : Taxonomic revision of the Scinax alter species complex (Anura: Hylidae). Copeia, vol. 2012, no 3, p. 554-569.